# Antonio Sbardella
Antonio Sbardella (17. oktober 1925 i Palestrina – 14. januar 2002 i Rom) var en italiensk fodbolddommer fra Rom i Italien. Han blev kaldt den smilende dommer. I 1959 dømte han sin første kamp i Serie A og var en populær dommer i 1960'erne til 1970'erne. Han dømte også bronzefinalen i VM-sluttspillet i Mexico i 1970. Han var efter dommerkarrieren med i træner- og lederstaben i Serie A-klubben SS Lazio.
| Biografi | Spire Denne biografi om en fodbolddommer er en spire som bør udbygges. Du er velkommen til at hjælpe Wikipedia ved at udvide den. |